# Хош-Иса
Хош-Иса (араб. حوش عيسى‎) — город на севере Египта, расположенный на территории мухафазы Бухейра.

## Географическое положение
Город находится на севере центральной части мухафазы, в западной части дельты Нила, на берегах каналов Хош-Иса, Сиди-Иса и Фархаш, на расстоянии приблизительно 18 километров к юго-западу от Даманхура, административного центра провинции. Абсолютная высота — 2 метра над уровнем моря.

## Демография
По данным переписи 2006 года численность населения Хош-Исы составляла 46 994 человека.
Динамика численности населения города по годам:
| 1996 | 2006   | 2018   |
| ---- | ------ | ------ |
| н/д  | 46 994 | 72 621 |

## Транспорт
Ближайший крупный гражданский аэропорт — Международный аэропорт Александрии.